# Свято-Миколаївська церква (Новомиргород)
Свято-Миколаївська церква — православна церква в місті Новомиргород, Кіровоградська область; пам'ятка архітектури національного значення XIX століття.

## Історія

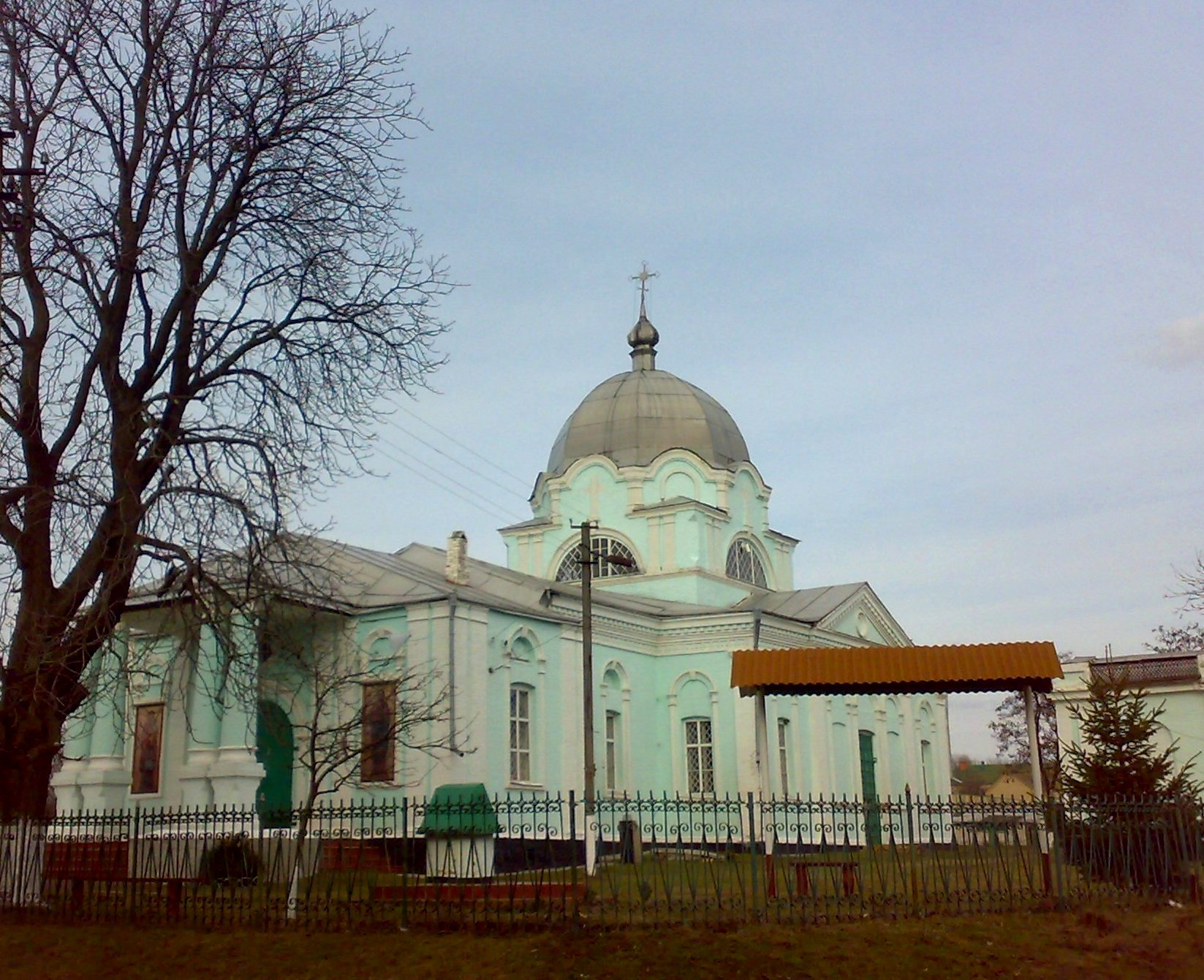
Вигляд церкви до реставрації

Миколаївська церква в Златополі була зведена в 1809 році на кошти Миколи Висоцького замість старої дерев'яної Успенської церкви, побудованої ще за Любомирських. Тривалий час церква була єдиним православним храмом в Златополі, населеному переважно євреями.
Після смерті Висоцького в 1827 році його було поховано на території церкви (надгробок не зберігся).
В 1834 році ієрей Костянтин Величковський рапортував у Чигиринське духовне правління про стан Миколаївської церкви. Він сповіщав, що єврейські лавки та будинки з шинками розташовані впритул до церковного подвір'я, що спричинює постійний шум та бруд навколо храму, псує його зовнішній вигляд і заважає церковній службі. Крім того Величковський зазначав, що в златопільських шинках з необережності часто трапляються пожежі, що загрожує будівлі церкви, як це сталося 2 червня 1833 року. Ієрей просив посприяти розчищенню навколишню територій від єврейських споруд і відвести ці землі церкві для спорудження будинків священнослужителям, які не мають власного житла і винаймають квартири.
Фото початку XX століття свідчать, що над бабинцем церкви в дорадянський період існувала дзвіниця.
В радянський період у приміщенні церкви розташовувався краєзнавчий музей. На вимогу віруючих споруда була повернена релігійній громаді.
Реєстрація статуту релігійної громади Свято-Миколаївської церкви УПЦ МП проведена рішенням Кіровоградського облвиконкому № 305 від 5 грудня 1991 року.
Станом на 2011 рік настоятелем Свято-Миколаївської церкви є митрофорний протоієрей отець Віктор (в миру — Віктор Бондарчук, 1968 р.н.). 22 квітня 2023 року громада перейшла до Православної Церкви України.

## Архітектура
Церква цегляна, побудована в стилі еклектики. В плані складається з трьох частин: центрального квадратного об'єму, прямокутного притвору та напівкруглої абсиди. Головний вхід з західного боку оздоблений чотирма колонами, які стоять на високому цоколі. План та об'ємно-просторова структура церкви продовжують традиції української архітектури, зовнішній декор виконано в стилі еклектики.

## Охорона
Знаходиться на обліку як пам'ятка архітектури загальнодержавного значення під охоронним номером 216-Кв (відповідно розпорядження голови Кіровоградської ОДА № 261-р від 7 серпня 1997 року).